# Friedrich Herte
Friedrich Herte (* 30. Oktober 1902 in Veltheim; † unbekannt) war ein deutscher Politiker der Blockpartei Christlich-Demokratische Union Deutschlands (DDR) (CDU) und Abgeordneter der Volkskammer.

## Leben
Der Sohn eines Dachdeckermeisters erlernte nach dem Besuch der Volksschule von 1917 bis 1920 den Beruf eines Drogisten. 1920/21 war er als Drogist und Laborant in Braunschweig und Hannover tätig und besuchte 1922 die Drogisten-Akademie in Braunschweig. Von 1923 bis 1925 absolvierte er eine Dachdeckerlehre und übernahm 1925 den elterlichen Dachdeckerbetrieb. 1934 legte er die Meisterprüfung als Dachdecker in Halberstadt ab. Herte beantragte am 29. August 1937 die Aufnahme in die NSDAP und wurde rückwirkend zum 1. Mai desselben Jahres aufgenommen (Mitgliedsnummer 5.566.502). 1938 wurde er in Aschersleben ansässig.
Nach dem Ende des Zweiten Weltkriegs wurde er Mitglied der CDU und vertrat seine Partei in der 3. Wahlperiode von 1958 bis 1963 in der Volkskammer der DDR. Er war Mitglied des CDU-Kreisvorstandes und ab 1957 Mitglied des Kreistages Aschersleben. 
Beruflich war er Dachdeckermeister und als solcher seit 1958 Vorsitzender der Produktionsgenossenschaft des Handwerks „Neues Deutschland“ in Aschersleben.